# Edmar Figueira
Edmar Figueira (Naviraí, 13 de maio de 1984), é um ex-futebolista brasileiro naturalizado português que atuava como atacante. Após aposentadoria do futebol, tornou-se médico no Paraguai.

## Carreira
Figueira deu os seus primeiros passos no futebol, bem jovem nos clubes brasileiros Paraná Technical Center (PSTC), União Bandeirante e Paranavaí. Ele se tornou um jogador profissional, jogando na Sociedade Esportiva Matsubara e rapidamente, com o seu potencial e boas performances, teve sua primeira chance na Europa, no clube suíço Grasshoppers em 2003 com apenas 18 anos de idade. Ele também passou um curto período na Alemanha, em negociação com o clube da Bundesliga SC Freiburg, mas não assinou por não tinha um passaporte da União Europeia.
Figueira decidiu voltar ao Brasil para jogar novamente no Matsubara, neste período faturou a BTV laser Cup de 2004 no Vietnã. Logo após, atuou ainda pelo América Football Club do Rio de Janeiro.
Sua próxima tentativa longe do Brasil depois de estar mais experiente, foi em 2007 quando ele foi para à Arménia para jogar nas eliminatórias da Liga Europa da UEFA com o FC Banants. Na temporada seguinte de 2008-2009, transferiu-se para atuar na Primera Divisão da Costa Rica pelo CS Cartagines. Após uma boa temporada no futebol costariquenho, Figueira tem uma boa oferta da Índia e assina com o Pune FC para atuar na I-League na temporada 2009-2010, onde ele fez história ajudando Pune terminar o campeonato em terceiro lugar logo em sua estreia na competição. Além disso, Figueira recebeu o prêmio de "Jogador do Ano" ganhou a "Bola de Ouro 2010" e mais dois prêmios, "Gol de Ouro" para o gol mais bonito marcado no campeonato e também o "Jogador do Ano".
Depois de fazer maravilhas no Pune FC, marcando 28 gols em 40 partidas, Edmar foi o primeiro e único jogador na historia da I-League a se transferir para uma das principais ligas da Europa, sendo transferido para a Primeira Liga de Portugal, assinando com o CD Feirense, mas após nem chegar a atuar em uma partida oficial, Edmar deixou o clube por motivos não divulgados para assinar com o FC Ceahlăul Piatra Neamţ para atuar na Primeira Divisão da Roménia ainda pela temporada 2011-2012.
Após uma temporada irregular por lesões na Roménia, Edmar foi jogar na Alemanha, sendo a principal contratação do FC Oberneuland de Bremen para a disputa da Copa da Alemanha e da Regional League Nord pela temporada 2012-2013.
Após meia temporada pelo clube alemão, Edmar foi transferido para o Al-Shorta SC da Síria para a disputa da Copa da Ásia de 2013, atingindo as quartas de finais com o Clube Sírio.
Após a instabilidade na Síria causada pela guerra civil, Edmar deixa o clube de Damasco e assina contrato de uma temporada com o Rangdajied United da Primeira Divisão Indiana.
Obs. Edmar Figueira foi o único jogador de futebol brasileiro desconhecido da grande midia nacional a ser entrevistado por Jô Soares, no Programa do Jô, pelo fato de ter viajado todo o mundo e atuado em "diferentes" países, a entrevista foi ao ar no dia 21/08/2012 pela Rede Globo de Televisao.
Em dezembro de 2014 acertou  com o São Paulo de Rio Grande para a disputa do Campeonato Gaúcho de 2015.

## Títulos
Matsubara
- BTV laser Cup - 2004 (Vietname)

Pune FC
- "Bola da Ouro" - (Jogador do Ano 2010)
- "Gol de Ouro" - (Gol mais bonito da temporada 2010)
- "Jogador do Ano" (em votação feita somente entre os jogadores)